# Полєський район
Полєський муніципальний район - муніципальне утворення в Калінінградській області. Адміністративний центр — місто Полеськ.

## Географія
Розташований на півночі Калінінградській області, на березі Куршської затоки. Площа району - 833 км².
Корисні копалини:піщано-гравійна суміш, торф і нафта. Основна річка - Дейма. Залісненість території складає 46,8%.
На півночі району розташований державний комплексний природний заказник «Дюнний», площа якого 80 км². Заказник - місце масової міграції гусей, качок, куликів і зимівлі хижих птахів (орлан-білохвіст). Тут проводяться комплексні еколого-фауністичні дослідження і зоологічний моніторинг.
Багата фауна Куршської затоки.

## Історія
7 квітня 1946 року в складі Кенігсберзької області був утворений Лабіауський район. 7 вересня 1946 року район перейменований в Полєський район у складі Калінінградської області.
| Росія | Це незавершена стаття з географії Росії. Ви можете допомогти проєкту, виправивши або дописавши її. |